# Brückenmühle (Volkach)
Die Brückenmühle (auch Untere Mühle, Niedere Mühle, Mühle uff der Brücken, Klüpfelsmühle) ist eine ehemalige Getreidemühle im unterfränkischen Volkach. Sie liegt am Volkachbach außerhalb der mittelalterlichen Altstadt am Unteren Tor und wird seit den 1960er-Jahren als Wohnhaus genutzt.

## Geschichte
Die Brückenmühle ist nach der Schaubmühle die zweitälteste Mühle auf dem Volkacher Stadtgebiet. Die Schaubmühle wurde im Jahr 1375 als „Obere Mühle“ erstmals erwähnt. Es ist also davon auszugehen, dass in der Stadt damals eine zweite Mühle, die „Untere Mühle“ existiert hat. Allerdings wurde die Mühle „uff der Brücken“ erst im Jahr 1429 urkundlich genannt. Die Fischer der Unteren Vorstadt beschwerten sich, weil der Müller mit seinen Reusen ihren Fang dezimierte.
Nachdem es im 16. Jahrhundert zu einem großen Bevölkerungswachstum gekommen war, stieg auch der Nahrungsmittelverbrauch sprunghaft an. Dies führte in Volkach und Obervolkach zu Streitigkeiten zwischen den Müllern. Grund war die Nutzung der Energie des Wassers. Der steigende Nahrungsverbrauch führte gegen Ende des Jahrhunderts zur Errichtung einer Stadtmühle, die von der Obrigkeit gefördert wurde. Die Herrenmühle wurde vom Stadtrat subventioniert, sodass die Brückenmühle ihrer Konkurrenz ausgesetzt war.
Die Namen von Besitzern und Pächtern sind bei der Brückenmühle, anders als bei der Schaubmühle, nur unvollständig überliefert. Am 3. Juli 1714 war Andreas Jenelein Besitzer der Mühle, im Jahr 1808 ist Sebastian Jäcklein als Pächter auf der Brückenmühle nachgewiesen. Ob Sebastian Baumann, am 28. April 1857 erwähnt, dort saß, ist unklar. Um die Wende zum 20. Jahrhundert bewirtschaftete ein Müller Weberbauer die Brückenmühle.
Im Jahr 1910 erwarb Robert Klüpfel die Mühle und zog in ein Wohnhaus rechts neben dem Unteren Tor. Zunächst behielt er die althergebrachte Mahltechnik bei, ehe ihn ein Brand im Jahr 1930 dazu zwang, das Mahlwerk zu erneuern. Nach dem Tod von Robert Klüpfel in den 1960er-Jahren wurde die Mühle stillgelegt. Der Käufer Hermann Arndt richtete dort eine Konservenfabrik ein. Heute erinnert nur noch ein Sandsteinrelief, als Baudenkmal eingeordnet, an die ehemalige Mühle.

## Technik
Die Technik der Brückenmühle veränderte sich zwischen dem Mittelalter und der Frühen Neuzeit nur unwesentlich. Selbst mit der Aufhebung des Mühlenzwangs erneuerte man die Mühlentechnik der Mühle nicht. Immer noch war der Wasserzufluss vom Klima abhängig. Der Stillstand bei technischen Neuerungen wurde auch dadurch verstärkt, dass die Mainmühlen der Umgebung in der ersten Hälfte des 19. Jahrhunderts wegen des niedrigen Wasserstandes nicht arbeiten konnten. 1830 hatte die Brückenmühle zwei Mahlgänge.